# Arthrocarpum
Arthrocarpum là một chi thực vật có hoa trong họ Đậu.